# Waco 9
El Waco 9 fue un biplano de tres plazas estadounidense que voló por primera vez en 1925.

## Desarrollo
El Waco 9 fue el primer avión de fuselaje de tubos de acero diseñado para ser construido por la Advance Aircraft Company, que se convertiría en la Waco Aircraft Company alrededor de 1929. El Model 9 era un biplano triplaza de cabinas abiertas con alerones en las alas superiores, que se extendían por fuera de las superficies alares principales.
Se construyeron alrededor de 270 Model 9 durante 1925 y 1926.

## Variantes
Los Model 9 fueron equipados con una variedad de motores, incluyendo el Curtiss OX-5 de 67 kW (90 hp), el Curtiss OXX-6 de 75 kW (100 hp), el Curtiss C-6 de 75 kW (100 hp) y el Hisso A de 112 kW (150 hp). La instalación de varios motores no cambió el número del modelo.

## Historia operacional
El Model 9 tenía una sólida construcción necesaria para cumplir con los requerimientos de los "caminantes de ala" de la época. El coste de un aparato nuevo era de entre 2025 y 2500 dólares. Un Waco 9 voló en el Tour Aéreo Ford de Fiabilidad de 1926.
El Model 9 fue el primer modelo de avión en ser equipado con flotadores de aluminio (por la EDO Corporation en 1928). En 2007, quedaban unos pocos en estado de vuelo y cinco ejemplares estaban en museos.

## Aviones en exhibición
Un Waco 9, C116,  "Miss McKeesport", es parte de la colección permanente de la Ohio History Connection. El avión está actualmente en préstamo en el WACO Air Museum en Troy, Ohio. El avión fue construido en 1927 y restaurado en 1985. Todavía posee su motor original Curtiss OX-5.

## Especificaciones

### Características generales
- Tripulación: Uno (piloto)
- Capacidad: Dos pasajeros
- Longitud: 7,16 m
- Envergadura: 9,05 m
- Planta motriz: 1× motor lineal V-8 refrigerado por líquido Curtiss OX-5.
  - Potencia: 67 kW (90 hp)

### Rendimiento
- Velocidad máxima operativa (Vno): 148,06 km/h
- Velocidad crucero (Vc): 127,14 km/h
- Velocidad de entrada en pérdida (Vs): 51,5 km/h
- Alcance: 603,5-643,7 km

### Secuencias de designación
- Secuencia Numérica (interna de Waco): ← 6 - 7 - 8 - 9 - 10 - 125 - 240-A